# Parafia św. Anioła Stróża w Gorzycach
Parafia św. Anioła Stróża w Gorzycach – rzymskokatolicka parafia w dekanacie gorzyckim archidiecezji katowickiej.

## Historia
Parafia powstała około 1300 roku.
Została wymieniona w spisie świętopietrza sporządzonym przez archidiakona opolskiego Mikołaja Wolffa w 1447 pośród innych parafii archiprezbiteratu (dekanatu) w Żorach pod nazwą Bestimdorff.
Od 1592 do 1970 r. parafia należała do dekanatu wodzisławskiego, następnie weszła w skład dekanatu gorzyckiego.
W dniu 29 marca 1948 nastąpiła ponowna konsekracja kościoła pw. Narodzenia NMP.

## Proboszczowie[2]
- Ks. Jan (ok. 1445)
- o. Piotr Celestyn Łopacki OSB (1652 – 1657)
- ks. Jan Wincenty Bromboszcz (1672 – początek XVIII wieku)
- ks. Andrzej Franciszek Wacławczyk  (ok. 1718 – 1726)
- ks. Paweł Dibich (1726 – 1748)
- ks. Adam Śmietana (1748 – 1757)
- ks. Jan Zaic (Zając) (1761? – 1792)
- ks. Paweł Królik (1793 – 1810)
- ks. Józef Thaller  administrator (1810 – 1817), proboszcz (1817 – 1845)
- ks. Szymon Perzych (1845 – 1847)
- ks. Karol Schebera (1847 – 1848)
- ks. Edward Jarkisch (marzec 1848)
- ks. Karol Pucher (sierpień 1848)
- ks. Karol Boromeusz Berger (1848)
- ks. Karol Pelka administrator (sierpień – listopad 1848)
- ks. Franciszek Weihrauch (1848 – 1852)
- ks.  Józef Gawenda (1852 – 1858 )
- ks. Teodor Gramer (1858 – 1868)
- o.  Władysław Schneider OFM administrator (1868)
- ks. Teodor Czekir (1868 – 1871)
- ks.  Franciszek Czekała administrator (1871 – 1873)
- ks.  Jan Sklarzyk (1873 – 1888 )
- ks.  Franciszek Netter administrator (październik – grudzień 1888 )
- ks.  Alojzy Kocurek administrator (marzec – wrzesień 1889)
- ks.  Wincenty Sobel (1889 – 1892)
- ks.  Paweł Hadamczik (1892 – 1910 )
- ks.  Józef Schroda (Strzoda) (1910 – 1923)
- ks. Franciszek Lackowski administrator (1923 – 1924), proboszcz (1924 – 1934)
- ks. Teodor Walenta SDB (1934 – 1945)
- ks. Eryk Dzieżok administrator (1945 – 1957), proboszcz (1957 – 1964)
- ks. Jan Rzepka (1964 – 1987)
- ks. Ginter Lenert (1987 – 2009)
- ks. Stefan Stebel (2009 – nadal)

## Wspólnoty parafialne
Na terenie parafii działa kilka grup parafialnych:
- Ministranci,
- Schola,
- Legion Maryi,
- Rycerze Kolumba,
- Grupa Modlitwy Pio.